# Ignatjewo (Amur)
Ignatjewo (russisch Игна́тьево) ist ein Dorf im Rajon Blagoweschtschenski der Oblast Amur in Russland.
Es liegt knapp drei Kilometer von der Grenze zur Volksrepublik China entfernt, die dort in der Mitte des Flusses Amur verläuft, und etwa 20 km nordwestlich der Stadtmitte des Oblast- und Rajonverwaltungszentrums Blagoweschtschensk. Ignatjewo gehört zur Landgemeinde (selskoje posselenije) Tschigirinski selsowet und befindet sich etwa 15 km nordwestlich von deren Sitz Tschigiri. Im Jahr 2018 hatte das Dorf 1011 Einwohner.

## Geographie
Ignatjewo liegt fast unmittelbar nordwestlich des Flughafens Blagoweschtschensk-Ignatjewo, knapp drei Kilometer von dessen Passagierterminal entfernt. Insgesamt gibt es im Dorf 27 Straßen.